# In plurimis
Mit der Enzyklika In plurimis (In sehr vielen) wandte sich Papst Leo XIII. am 5. Mai 1888 an die Bischöfe Brasiliens und schrieb „über die Abschaffung der Sklaverei“. Er unterstützte damit die Bestrebungen von Kaiser Pedro II. von Brasilien, denn obwohl die Sklaverei bereits seit 1853 in Brasilien geächtet wurde, wurde sie erst 1888 mit dem „Goldenen Gesetz“ (Lei Áurea) offiziell abgeschafft.

## Inhalt
Der Papst lobte die Abschaffung der Sklaverei in Brasilien und begrüßte, dass die Gräueltaten und Grausamkeiten gegen die Leute Brasiliens ein Ende gefunden hätten. Er bescheinigte dem Kaiser große Weitsicht und forderte den brasilianischen Klerus auf, diese Bestrebungen tatkräftig zu unterstützen.
Er beklagte und bedauerte die Leiden, welche die Sklaverei über das Volk gebracht habe und bezeichnete die Sklaverei als große Sünde. Es sei eine Sünde wider die Natur, die Rasse, das Menschenrecht und die Völker, die zu schützen eines der wesentlichen Aufgabe der Kirche sei. Es sei ein Akt der Nächstenliebe, Menschen anderer Rassen mit Brüderlichkeit und Liebe zu begegnen.
Es sei nun eine dringende Aufgabe der Kirche, diesen Schaden zu beheben und tatkräftig die Abschaffung der Sklaverei zu unterstützen. Es sei aber auch ein Verdienst der Bemühungen, mit der die Kirche die Bekämpfung dieses Übels vorantrieb. In einer langen Reihe von Päpsten sei nachgewiesen, dass sich diese immer gegen die Sklaverei und Unterdrückung von Menschen ausgesprochen hätten.
Er prangerte auch den Sklavenhandel in anderen Teilen dieser Welt an und bezeichnete diese schamlosen Handlungen als pervers. Beispielhaft führte er Afrika und speziell Ägypten, Äthiopien, Sansibar und Teile des Sudans an, in denen die Entführung und der Verkauf von Menschen in grauenhaften Peinigungen und Verletzungen begangen würden.
In der abschließenden Exhortatio bat er seine Mitbrüder, die Befreiung der Unterdrückten und die Abschaffung der Sklaverei voranzutreiben und die Freiheit, die gewonnen worden sei, auszudehnen. In der Abschlussformel erbat und erflehte er auch die Hilfe der Gottesmutter Maria und sendete den apostolischen Segen an seine ehrwürdigen Brüder.